# Буска
Буска (італ. Busca, п'єм. Busca) — муніципалітет в Італії, у регіоні П'ємонт,  провінція Кунео.
Буска розташована на відстані близько 500 км на північний захід від Рима, 65 км на південь від Турина, 17 км на північний захід від Кунео.
Населення — 10 197 осіб (2014).
Щорічний фестиваль відбувається 21 червня. Покровитель — San Luigi Gonzaga.

## Демографія
Населення за роками:

Станом на 1 січня 2023 року в муніципалітеті офіційно проживало 886 іноземців з 46 країн, серед них 243 громадяни країн Євросоюзу та 5 громадян України.

## Сусідні муніципалітети
- Каральйо
- Костільйоле-Салуццо
- Кунео
- Дронеро
- Салуццо
- Россана
- Тарантаска
- Вальмала
- Віллафаллетто
- Віллар-Сан-Костанцо